# Scido
Scido (en calabrais : Scidu ; en griko : Σκιντούς ou Skintoús) est une commune italienne du Mezzogiorno située dans la ville métropolitaine de Reggio de Calabre.

## Géographie
La territoire communal de Scido occupe le versant nord du massif de l'Aspromonte, aux abords de la plaine de Gioia Tauro. Elle est située à environ 30 kilomètres au sud du lido di Palmi (mer Tyrrhénienne), 50 km au nord-est de Reggio de Calabre, chef-lieu de province, et 70 km au nord de la punta Melito, point le plus méridional de la péninsule italienne. Le site, resté très naturel en dehors du village et de ses proches collines déboisées au profit de l'agriculture, fait partie du parc national de l'Aspromonte.
Le village, qui fait face à celui de Delianuova, prend place sur les premiers contreforts de l'Aspromonte et culmine à 456 m d'altitude. Sa surface habitée est délimitée par les fiumare Cresarini et Pietragrande, au-delà desquelles s'étendent d'autres collines occupées principalement par des oliveraies.

## Toponymie
Le nom de Scido proviendrait de Skydon, bois épais en grec.

## Histoire
Le village de Skydon voit le jour en 951.
Comme beaucoup d'autres villages perchés de la région créés durant la période byzantine, Skydon est fondé par des habitants du littoral fuyant les incursions des Sarrasins implantés dans l'émirat de Sicile.
Le village appartient alors à la seigneurie des comtes de Sinopoli puis passe aux mains des Spinelli de la fin du XVe siècle jusqu'au désastreux séisme de 1783 qui le rase complètement et provoque de nombreux dégâts matériels comme humains dans toute la région.
Sous les Bourbons, le village est reconstruit en tant que frazione (ou hameau) de Santa Cristina avant d'être érigé en commune indépendante en 1837.

## Économie
L'économie de Scido est essentiellement agricole, sa plus importante source de revenu est la production et l'exportation d'huile d'olive.

## Culture et patrimoine

### Lieux et monuments
- Palazzo Ruffo (1875), ancienne demeure d'une famille noble accueillant la bibliothèque municipale Paolo Greco où sont conservés des ouvrages du XVIe siècle à nos jours (l'œuvre littéraire des Galluppi, une édition ancienne des tragédies de Francesco Ruffa, des œuvres de Saint-Non et de Strabon), des manuscrits et lettres autographes d'écrivains, des trouvailles numismatiques ainsi qu'une collection de pipes réalisées par l'artisan local Rocco De Giglio.
- Le Museo della Civiltà contadina (musée de la civilisation rurale), adjacent au palazzo Ruffo, où sont entreposés divers témoignages des métiers d'antan et de la culture locale tels que des outils artisanaux et des géants. Près du musée se trouve un moulin du début du XXe siècle qui est toujours fonctionnel[4].
- Monument aux morts de la Seconde Guerre mondiale, réalisé en 2009 par l'artiste local Domenico Papalia.

### Édifices religieux
Des cinq églises que comptaient le village et son hameau de Santa Giorgia (San Biagio, San Nicola, Santa Maria del Soccorso, Santa Maria del Carmine, Santa Caterina), seule la première a survécu au séisme de 1783.
- L'église paroissiale San Biagio (attestée dès le XIIe siècle) abrite deux statues de marbre sculptées par les Gagini au XVIIIe siècle représentant sainte Catherine d'Alexandrie et la Madonna del Soccorso. S'y trouve également une statue de saint Blaise (Biagio en italien), saint patron du village célébré tous les ans le 3 février.
- L'église Santa Maria del Soccorso se trouvait à Santa Giorgia, alors plus peuplée que Scido avec environ 600 personnes. Les habitants étaient si dévoués à la Madonna del Soccorso qu'il était d'usage de nommer leurs filles ainsi. Elle est détruite lors du séisme de 1783 et remplacée par l'église de Santa Maria della Catena, dont la procession les derniers dimanches d'août sont toujours l'occasion de festivités rassemblant les habitants des deux villages[1].

### Festivités
- Festa di San Biagio, avec procession de la statue du saint, le 3 février ;
- La Sagra, festin ayant lieu le 17 août sur la place centrale du village[6] ;
- Festa di Maria Santissima della Catena, le dernier dimanche d'août, dans le hameau de Santa Giorgia.

## Administration

### Hameau
Santa Giorgia.

### Communes limitrophes
Cosoleto, Delianuova, San Luca, Santa Cristina d'Aspromonte.